# Mary Toft
Mary Toft (née Denyer vers 1701 et morte en 1763), également appelée Mary Tofts, était une paysanne anglaise de Godalming, dans le Surrey, qui en 1726 suscita une controverse en faisant croire à des médecins qu'elle avait donné naissance à des lapins.
Toft tomba enceinte en 1726, mais fit une fausse couche, à la suite de quoi elle prétendit avoir donné naissance à des parties d'animaux. Le chirurgien local John Howard ayant été appelé pour enquêter, après avoir extrait plusieurs morceaux de chair animale, signala l'affaire à d'éminents médecins. Cette bizarrerie arriva aux oreilles de Nathaniel Saint-André, chirurgien de la cour du roi George Ier ; après examen, il conclut que le cas de Toft était authentique. Le roi dépêcha également le chirurgien Cyriacus Ahlers, qui resta quant à lui sceptique. Rapidement devenue une célébrité, Toft fut emmenée à Londres et étudiée en détail. Après des examens approfondis, alors qu'elle ne produisait plus de lapins, elle finit par avouer la supercherie et fut emprisonnée pour escroquerie.
Le scandale et les moqueries publiques qui s'ensuivirent créèrent la panique au sein de la profession médicale. Plusieurs chirurgiens virent leurs carrières ruinées et l'affaire fut l'objet de nombreuses satires, notamment de la main du graveur William Hogarth, connu pour sa critique de la crédulité de la profession médicale. Toft fut finalement libérée sans inculpation et put rentrer chez elle.

## Histoire

### Premiers témoignages
L'histoire commença à attirer l'attention du public fin octobre 1726, lorsque la rumeur parvint à Londres. Un compte-rendu en fut publié dans le Mist's Weekly Journal, le 19 novembre 1726 :

« De Guildford nous parvient un étrange récit pourtant bien avéré. Une pauvre femme qui vit à Godalmin [sic], près de cette ville, a été accouchée il y a environ un mois par M. John Howard, éminent chirurgien et accoucheur, d'une créature ressemblant à un lapin, mais dont le cœur et les poumons ont grandi dans son ventre, environ 14 jours après qu'elle a été accouchée par la même personne, d'un lapin parfait : et quelques jours plus tard de 4 autres ; et le vendredi, le samedi, le dimanche, les 4, 5 et 6, d'un autre chaque jour : parmi les neuf, tous sont morts en venant au monde. La femme a fait le serment qu'il y a deux mois, alors qu'elle travaillait dans un champ avec d'autres, elles ont levé un lapin qui a fui, qu'elles l'ont poursuivi, mais sans but : cela a créé en elle un tel désir, qu'elle est tombée malade (étant enceinte) et a fait une fausse couche, et depuis ce temps elle n'a pas pu s'empêcher de penser aux lapins. Après tout, les gens ont des opinions très différentes sur ces affaires, certains les considérant comme de grandes curiosités, dignes d'être présentées à la Société Royale, etc. d'autres étant furieux de leur récit, disant que si c'est un fait, un voile doit être posé sur cette imperfection de la nature humaine. »,

— Mist's Weekly Journal, 19 novembre 1726
La « pauvre femme », Mary Toft, avait vingt-quatre ou vingt-cinq ans. Baptisée Mary Denyer le 21 février 1703, elle était la fille de John et Jane Denyer. En 1720, elle avait épousé Joshua Toft, un compagnon drapier et le couple avait eu trois enfants, Mary, Anne et James,. Paysanne anglaise en ce XVIIIe siècle, elle continuait à travailler aux champs lorsqu'elle retomba enceinte, en 1726. Elle se plaignit de complications douloureuses au début de la grossesse, et en août elle éjecta plusieurs morceaux de chair dont un « aussi gros que [s]on bras ». C'était peut-être le résultat d'une anomalie de développement du placenta, qui aurait stoppé le développement de l'embryon et provoqué l'éjection de caillots sanguins et de chair,,. Toft entra en travail le 27 septembre. Une voisine assista à la production de plusieurs parties d'animaux, qu'elle montra ensuite à sa mère et à sa belle-mère, Ann Toft, qui se trouvait être sage-femme. C'est cette dernière qui fit parvenir les échantillons à John Howard, un accoucheur expérimenté de Guildford.

### Enquête de John Howard
Howard commença par rejeter l'idée que Toft ait pu donner naissance à des parties d'animaux, mais malgré ses réserves, il alla la voir par lui-même. Ann Toft lui montra alors d'autres morceaux issus des efforts de la nuit précédente, mais en examinant Mary il ne trouva rien de probant. Lorsqu'elle récidiva et sembla donner naissance à d'autres parties d'animaux, Howard revint continuer son enquête. Selon un récit daté du 9 novembre, dans les jours suivants, il accoucha « trois pattes de chat tigré et une patte de lapin : les tripes étaient celles d'un chat, et en elles se trouvaient trois morceaux de l'épine dorsale d'une anguille... Les supposées pattes de chat avaient été formées, d'après elle, à partir d'un chat qu'elle aimait et qui dormait sur son lit la nuit. » Toft sembla à nouveau malade et accoucha d'autres morceaux de lapin au cours des jours suivants,.

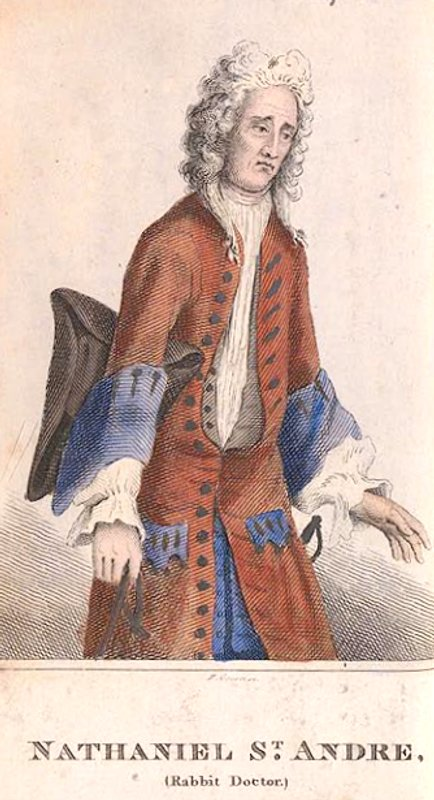
Gravure colorée représentant Nathaniel Saint-André.

Alors que l'histoire se répandait, le 4 novembre, Henry Davenant, membre de la cour du roi George Ier, alla voir ce qu'il en était, examina les échantillons qu'Howard avait recueillis et rentra à Londres convaincu. Howard emmena Toft à Guildford, où celle-ci proposa de produire des lapins en présence de quiconque douterait de son histoire,. Certaines lettres d'Howard à Davenant pour l'informer des progrès de l'affaire furent portées à l'attention de Nathaniel Saint-André, chirurgien suisse officiant à la cour du Roi depuis 1723. Saint-André publia par la suite le contenu d'une de ces lettres dans une brochure, A short narrative of an extraordinary delivery of rabbets (1727).

« Monsieur,
Depuis la dernière fois que je vous ai écrit, j'ai accouché la pauvre femme de trois lapins supplémentaires, tous à moitié formés, dont un lapin dunn ; le dernier s'est agité vingt-trois heures durant dans l'utérus avant de mourir. Dès que le onzième lapin a été sorti, le douzième a commencé à s'agiter et continue encore. Si vous connaissez quelqu'un qui serait curieux de venir ici, il pourrait voir une autre agitation dans son utérus, et en retirer le fruit s'il le souhaitait ; cela serait une grande satisfaction pour le curieux : si elle portait un enfant, elle en aurait encore pour dix jours de plus, et je ne sais pas combien de lapins pourraient suivre ; j'ai fait venir la femme à Guildford pour plus de facilité.
Je suis, Monsieur, votre humble serviteur,
John Howard. »,

### Investigations à Guildford
À la mi-novembre, la famille royale britannique était tellement intéressée par l'histoire que Nathaniel Saint-André et Samuel Molyneux, secrétaire du prince de Galles, furent dépêchés pour approfondir l'enquête. Ils ne furent pas déçus : arrivés le 15 novembre, Howard les emmena voir Toft, qui produisit quelques heures plus tard le torse d'un lapin. Le récit de Saint-André détaille son examen de l'animal : pour vérifier s'il avait respiré de l'air, il plaça un morceau de poumon dans l'eau et constata qu'il flottait. Saint-André examina ensuite Toft et conclut que les lapins avaient grandi dans ses trompes de Fallope.
En l'absence des médecins, Toft aurait livré plus tard dans la journée le torse d'un autre lapin, qu'ils examinèrent également,. Ils revinrent ce soir-là pour trouver Toft encore en proie à de violentes contractions. Un autre examen médical s'ensuivit, et Saint-André accoucha une peau de lapin, suivie quelques minutes plus tard par une tête. Les deux hommes inspectèrent les morceaux de chair et notèrent que certains semblaient appartenir au corps d'un chat.

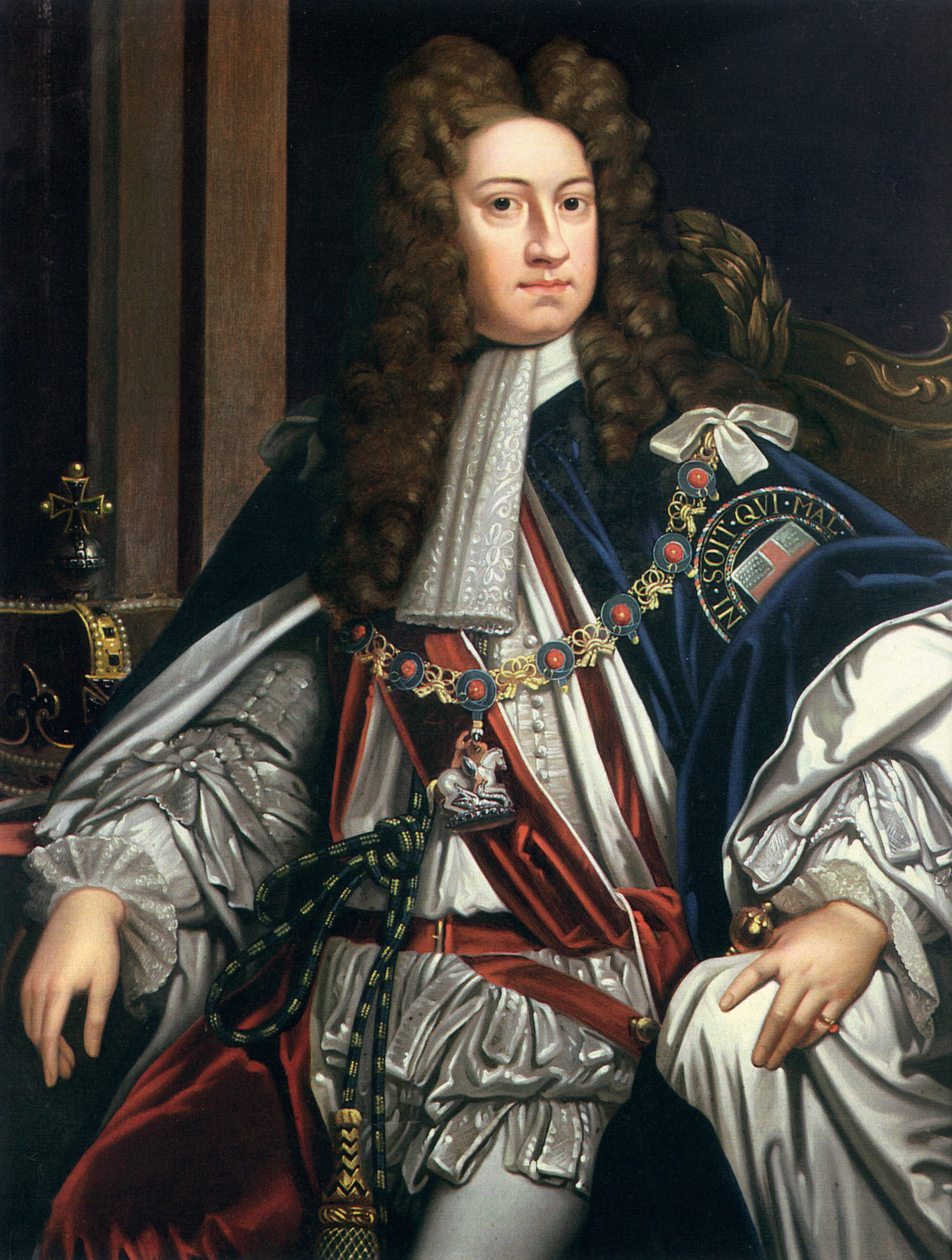
Le roi George Ier fut fasciné par l'affaire.

Fasciné par l'affaire, le roi envoya un autre chirurgien, Cyriacus Ahlers, à Guildford. Arrivé le 20 novembre, celui-ci ne trouva chez Toft aucun signe de grossesse. Peut-être soupçonnait-il déjà un canular ; il observa que Toft semblait presser ses cuisses l'une contre l'autre, comme pour empêcher quelque chose de tomber. Le comportement d'Howard, qui ne voulut pas le laisser l'aider à accoucher les lapins, lui parut tout aussi suspect, même si Ahlers, qui n'était pas accoucheur, avait apparemment infligé à Toft des douleurs considérables lors d'une tentative antérieure. Convaincu qu'il s'agissait d'un canular, il fit semblant de croire à l'histoire de Toft, avant de s'excuser et de retourner à Londres en emportant avec lui plusieurs spécimens. Après une étude plus approfondie, il aurait trouvé des preuves que ceux-ci avaient été découpés à l'aide d'outils et observé des fragments de paille et de céréales dans leurs excréments,.
Le 21 novembre, Ahlers rapporta ses découvertes au roi, puis à « plusieurs personnes remarquables et distinguées ». Howard lui écrivit le lendemain pour réclamer le retour de ses échantillons. Les soupçons d'Ahlers commencèrent à inquiéter à la fois Howard et Saint-André, ainsi apparemment que le roi, puisque deux jours plus tard, Saint-André et un collègue furent renvoyés à Guildford,. Ils y retrouvèrent Howard, qui déclara à Saint-André que Toft avait donné naissance à deux autres lapins. Elle produisit aussi plusieurs morceaux de ce qui semblait être un placenta, mais elle était alors assez malade et souffrait d'une douleur aiguë au côté droit de l'abdomen.
Saint-André recueillit des déclarations sous serment de plusieurs témoins et tenta de mettre en doute l'honnêteté d'Ahlers ; le 26 novembre, il fit une démonstration anatomique devant le roi pour soutenir l'histoire de Toft,. D'après sa brochure, ni lui-même ni Molyneux ne soupçonnaient la moindre fraude.
Sur ordre du roi, Saint-André retourna à Guildford et ramena Toft à Londres pour de plus amples investigations. Il était accompagné de Richard Manningham, un obstétricien bien connu anobli en 1721, fils de l'évêque de Chichester. Examinant Toft, il trouva le côté droit de son abdomen légèrement enflé. Manningham accoucha ce qu'il identifia comme une vessie de porc ; Saint-André et Howard commencèrent par le contester, mais l'odeur d'urine leur inspira des doutes. Les trois hommes se mirent néanmoins d'accord pour taire leurs soupçons et, à leur retour à Londres le 29 novembre, ils logèrent Toft en pension dans le quartier de Leicester Fields,,.

### Examens médicaux

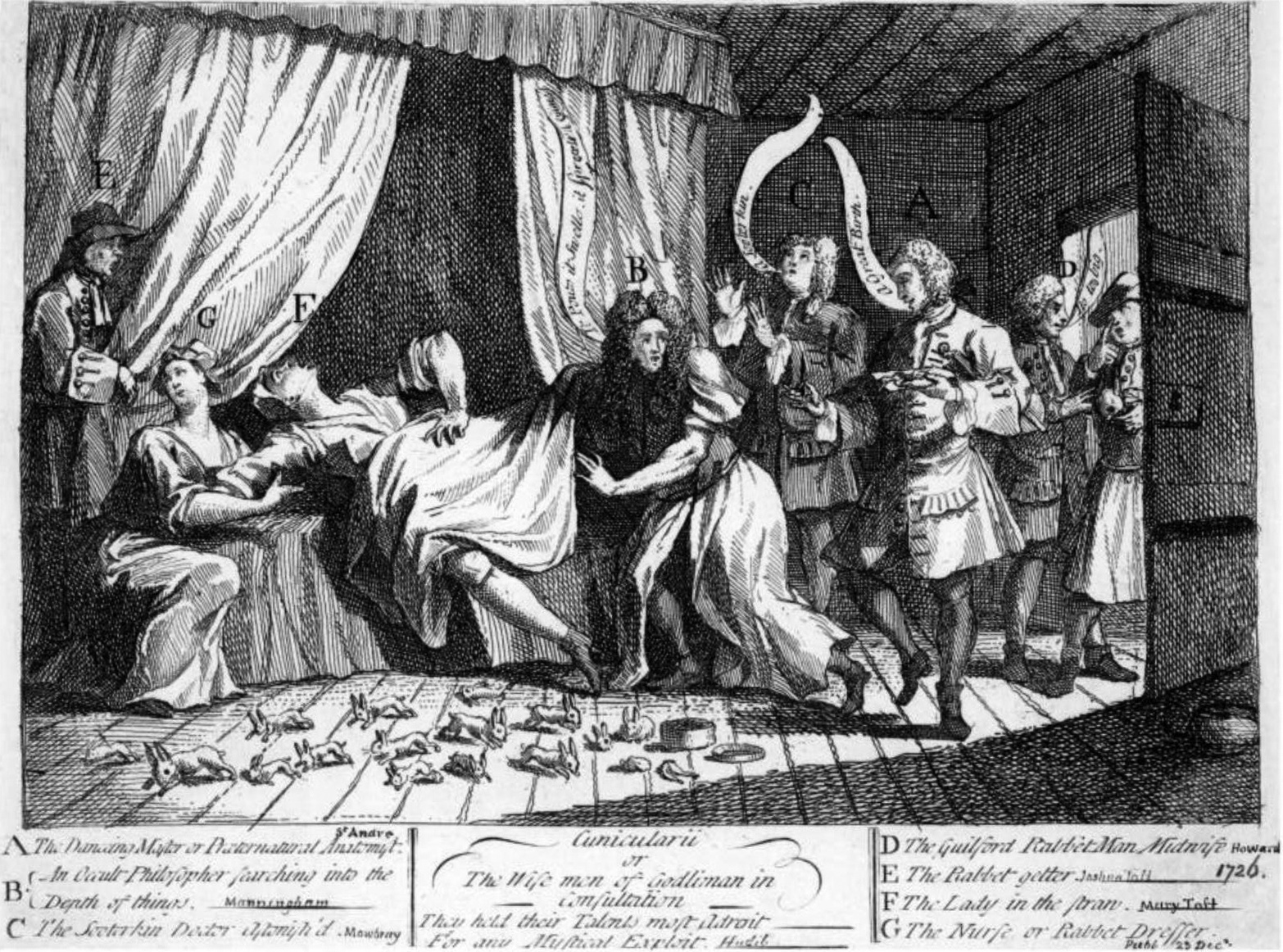
Cunicularii, or The Wise Men of Godliman in Consultation (Hogarth, 1726). Saint-André décrit Toft (F) comme « de solide et saine constitution, de petite taille, et d'honnête complexion ; d'un tempérament très stupide et renfrogné : elle ne peut lire ni écrire », et son mari (E) comme « un pauvre et pieux compagnon drapier, duquel elle a eu trois enfants ».

La presse écrite étant encore balbutiante, l'histoire de Toft prit rapidement une ampleur nationale, même si certaines publications étaient sceptiques. La Norwich Gazette considéra par exemple qu'il ne s'agissait que de « potins féminins ». Le ragoût de lapin et le civet de lièvre disparurent des menus, et aussi improbable que l'affaire puisse paraître, de nombreux médecins se sentirent obligés de voir Toft par eux-mêmes. Plus tard, l'écrivain politique John Hervey en parlerait en ces termes :

« Toutes les créatures de la ville, hommes et femmes, ont été la voir et la sentir : les passions, bruits et mouvements permanents dans son ventre sont quelque chose de prodigieux ; tous les éminents médecins, chirurgiens et accoucheurs de Londres sont là jour et nuit pour assister à sa prochaine production. »,,

— John Hervey
Sous la stricte supervision de Saint-André, Toft fut étudiée par un certain nombre de médecins et chirurgiens reconnus, dont John Maubray. Dans son traité The Female Physician, celui-ci avait soutenu que les femmes pouvaient donner naissance à une créature qu'il nommait sooterkin. Il était partisan d'une croyance alors largement répandue, selon laquelle la grossesse et l'accouchement pouvaient être influencés par les visions ou les rêves de la mère, une trop grande promiscuité entre les femmes enceintes et les animaux domestiques risquant même de conduire leurs enfants à ressembler à ces animaux. Maubray suivit avec plaisir le cas Toft, qui semblait appuyer ses théories.
Le médecin James Douglas, un des anatomistes les plus respectés du pays et accoucheur reconnu, pressentit quant à lui comme Manningham un canular et garda ses distances malgré les invitations répétées de Saint-André. Beaucoup considéraient que Saint-André ne devait sa place à la cour qu'à sa maîtrise de l'allemand, langue natale du roi. C'est pourquoi il cherchait avec insistance le soutien de ces deux médecins affiliés aux Whigs, parti en bonne position après l'accession au trône de George I ; l'appui médical de Manningham et Douglas aurait été de nature à renforcer sa renommée de médecin et d'érudit. Pour Douglas, l'idée d'une femme accouchant de lapins était aussi peu plausible que celle d'un lapin donnant naissance à un nourrisson, mais malgré ses doutes il finit par voir Toft. Quand Manningham lui parla de la supposée vessie de porc, et qu'il eut examiné la jeune femme, il refusa de soutenir les conclusions de Saint-André :

« Pour pouvoir conclure de façon satisfaisante et convaincre n'importe qui, d'autres arguments étaient nécessaires, que l'anatomie ou quelque autre branche de la science physique pouvait fournir. De cela, le plus grand nombre n'était pas juge. Il était donc sans aucun doute très naturel pour moi de vouloir que l'on suspende tout jugement plus avancé pendant un certain temps, jusqu'à ce que les preuves requises de l'imposture puissent être apportées. »,

— James Douglas
Sous étroite surveillance, Mary Toft entra à nouveau en travail plusieurs fois, mais en vain.

### Aveux de Mary Toft
Le canular fut élucidé le 4 décembre. Thomas Onslow, un aristocrate anglais, avait lancé sa propre enquête et découvert que depuis un mois, le mari de Toft achetait de jeunes lapins. Convaincu d'avoir rassemblé suffisamment de preuves, il écrivit au médecin Hans Sloane qu'il publierait bientôt ses conclusions sur cette affaire qui avait « presque alarmé l'Angleterre »,. Le même jour, un porteur nommé Thomas Howard avoua au juge de paix Thomas Clarges qu'il avait été soudoyé par la belle-sœur de Toft, Margaret, pour introduire un lapin dans sa chambre. Arrêtée et interrogée, Mary nia l'accusation, et Margaret affirma auprès de Douglas avoir effectivement reçu le lapin, mais seulement pour le manger.
Manningham, pensant après avoir examiné Toft que quelque chose subsistait dans sa cavité utérine, persuada le juge de lui permettre de demeurer là où elle était logée. Douglas interrogea la femme à trois ou quatre reprises, à chaque fois pendant plusieurs heures. Au bout de quelques jours, Manningham menaça de lui faire subir une opération douloureuse et le 7 décembre, en présence de Manningham, Douglas, John Montagu et Frederick Calvert, Mary Toft finit par avouer,. Elle expliqua qu'après sa fausse couche, alors que son col de l'utérus en permettait l'accès, une complice avait introduit dans son ventre les pattes et le corps d'un chat, ainsi que la tête d'un lapin. Elles avaient ensuite inventé l'histoire selon laquelle Toft, travaillant aux champs pendant sa grossesse, avait été surprise par un lapin et en avait conçu une obsession durable. Pour les faux accouchements ultérieurs, les morceaux d'animaux avaient été insérés dans son vagin,.
À nouveau sous l'impulsion de Manningham et Douglas, elle réitéra ses aveux le 8 et le 9 décembre, avant d'être emprisonnée à Tothill Fields Bridewell comme « vile tricheuse et imposteur »,,. Dans des aveux antérieurs, non publiés, elle faisait porter toute la responsabilité de l'affaire aux autres parties prenantes, de sa belle-mère jusqu'à John Howard. Elle affirmait aussi qu'une voyageuse lui avait expliqué comment insérer les lapins, et qu'un tel stratagème pourrait la rendre riche. Le British Journal rapporta sa comparution le 7 janvier 1727 devant le tribunal local de Westminster, sous l'accusation de « tricherie et imposture abominable en prétendant avoir donné plusieurs naissances monstrueuses ». Margaret Toft, quant à elle, continua de nier et refusa tout commentaire.

## Conséquences

### Controverse scientifique

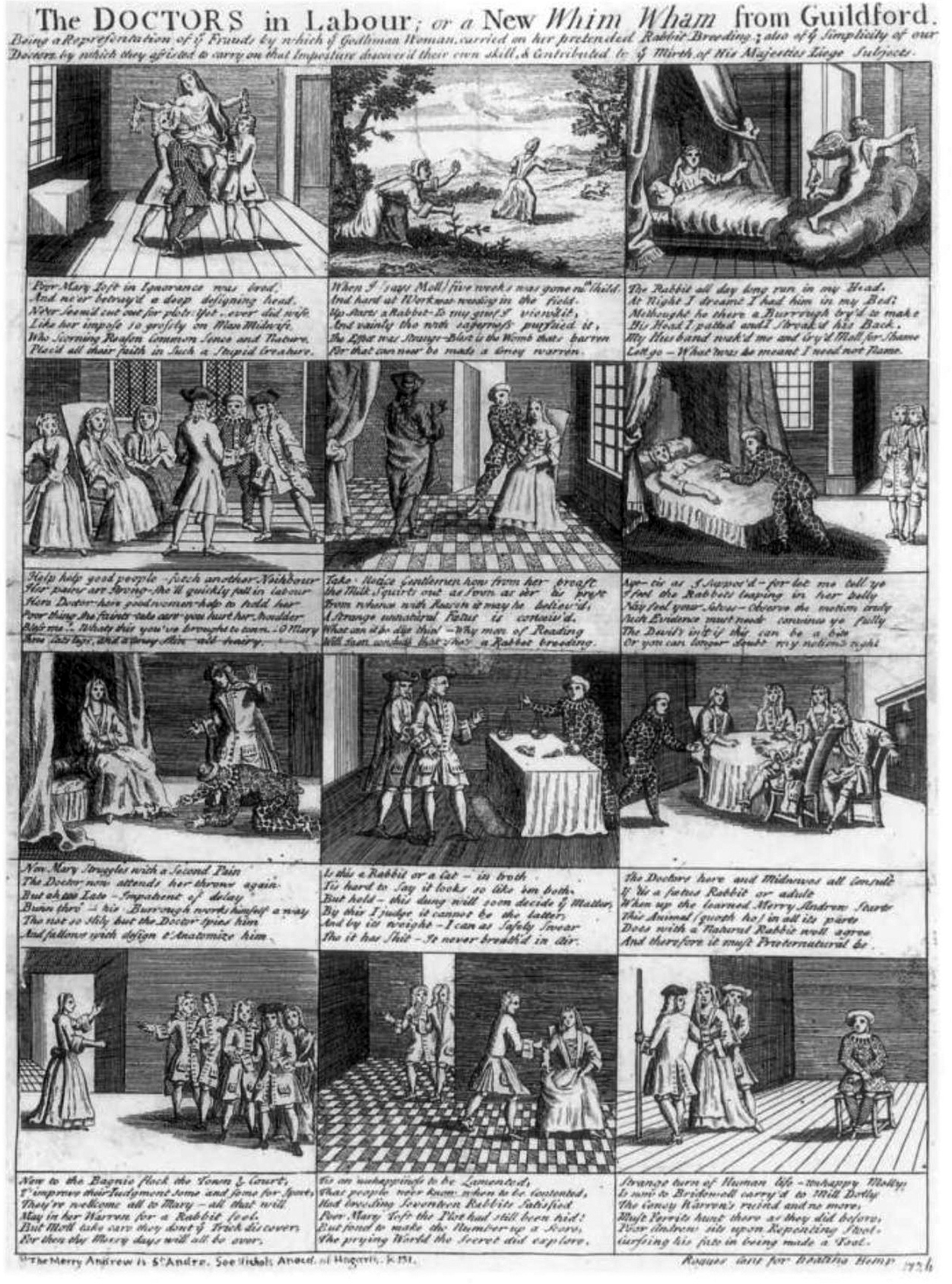
The Doctors in Labour, or a New Wim-Wam in Guildford, grand format daté de 1727, représente Saint-André vêtu en bouffon.

À la suite de ce canular, la profession médicale fut abondamment moquée pour sa crédulité. William Hogarth réalisa une gravure satirique, Cunicularii, or The Wise Men of Godliman in Consultation (1726), dépeignant Toft dans les affres du travail, entourée des principaux protagonistes de l'histoire,,. Selon Dennis Todd, la figure G de cette gravure représente la belle-sœur, Margaret Toft. Dans sa confession du 7 décembre, Toft insiste sur le fait que sa belle-sœur n'a joué aucun rôle dans le canular, mais Manningham, dans une publication de 1726, offre un témoignage oculaire de sa complicité. La gravure de Hogarth ne fut pas la seule image satirique moquant l'affaire : George Vertue publia notamment The Doctors in Labour, or a New Wim-Wam in Guildford, grand format daté de 1727 qui se moquait de Saint-André et connut une certaine popularité à l'époque.

La confession de Toft tombait mal pour Saint-André, qui avait publié le 3 décembre sa brochure de quarante pages, A short narrative of an extraordinary delivery of rabbets. Le chirurgien avait misé sa réputation sur cette publication, et bien qu'il offre un compte rendu du cas Toft plus factuel que d'autres, il fut tourné en dérision. Ahlers, dont le scepticisme se trouvait justifié, publia quant à lui son propre récit des événements et ses soupçons sur la complicité de Saint-André et d'Howard.

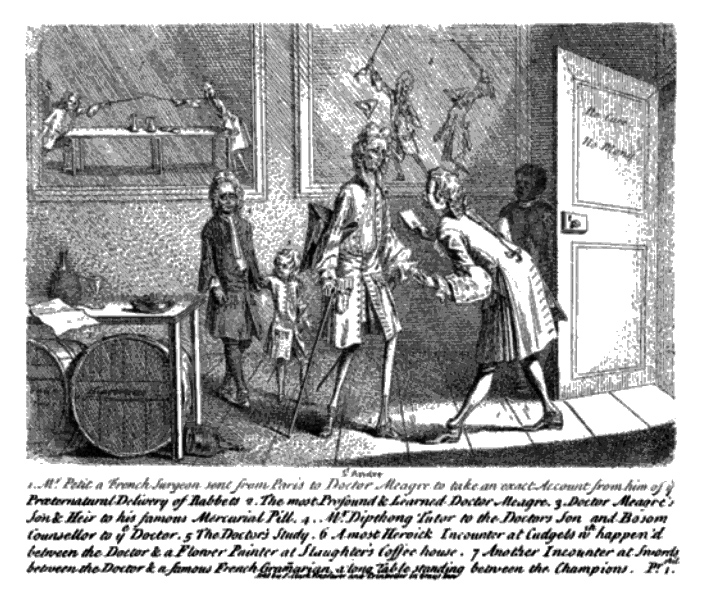
Gravure satirique de Saint-André recevant un visiteur français. À la suite du scandale, Saint-André n'aurait plus jamais mangé de lapin.

Saint-André finit par se rétracter le 9 décembre 1726. En 1729, à la suite de la mort par empoisonnement de Samuel Molyneux, il épousa sa veuve Elizabeth, ce qui ne fit guère impression sur ses pairs. Le cousin de Molyneux l'accusa de l'empoisonnement, ce dont Saint-André se défendit en le poursuivant pour diffamation, mais sa carrière avait été durablement entachée. Elizabeth y perdit les faveurs de la reine Caroline d'Ansbach, tandis que Saint-André était publiquement humilié à la cour. Vivant sur la fortune considérable d'Elizabeth, le couple se retira à la campagne et Saint-André mourut en 1776, à 96 ans,. Manningham, cherchant à se disculper, publia le 12 décembre un journal de ses observations sur Mary Toft, ainsi qu'un compte rendu de ses aveux. Il suggéra que Douglas avait été dupé par Toft, ce à quoi l'intéressé répondit en publiant son propre récit pour sauver les apparences. Sous le pseudonyme de « Lover of Truth and Learning », Douglas publia également The Sooterkin Dissected, en 1727. Les dommages causés à la profession médicale étaient tels, que plusieurs médecins n'ayant aucun lien avec l'affaire se sentirent obligés de déclarer publiquement qu'ils n'avaient pas cru l'histoire de Toft. Le 7 janvier 1727, John Howard comparut en justice avec Toft, et fut condamné à une amende de 800 £ (l'équivalent de 120 aujourd'hui). Après cela, il retourna dans le Surrey où il continua à exercer jusqu'à sa mort, en 1755.

### Vie ultérieure de Mary Toft
Il est rapporté que la foule aurait assailli la prison de Tothill Fields Bridewell pendant des mois, dans l'espoir d'apercevoir Mary Toft, désormais tristement célèbre. C'est pendant son incarcération que son portrait fut réalisé par John Laguerre. Elle fut finalement libérée le 8 avril 1727, faute d'une accusation claire contre elle. Elle retourna vivre dans le Surrey, sans que la famille Toft ne tire aucun profit de l'affaire. En février 1728, elle donna naissance à une fille, Elizabeth, notée dans le registre paroissial de Godalming comme « son premier enfant après ses prétendues grossesses de lapins ». On sait peu de choses sur sa vie ultérieure ; elle réapparut brièvement en 1740, lorsqu'elle fut emprisonnée pour avoir recelé des biens volés. À sa mort en 1763, sa nécrologie parut dans les journaux de Londres aux côtés de celles de l'aristocratie,. Elle fut enterrée à Godalming le 13 janvier 1763.

### Politique et satire

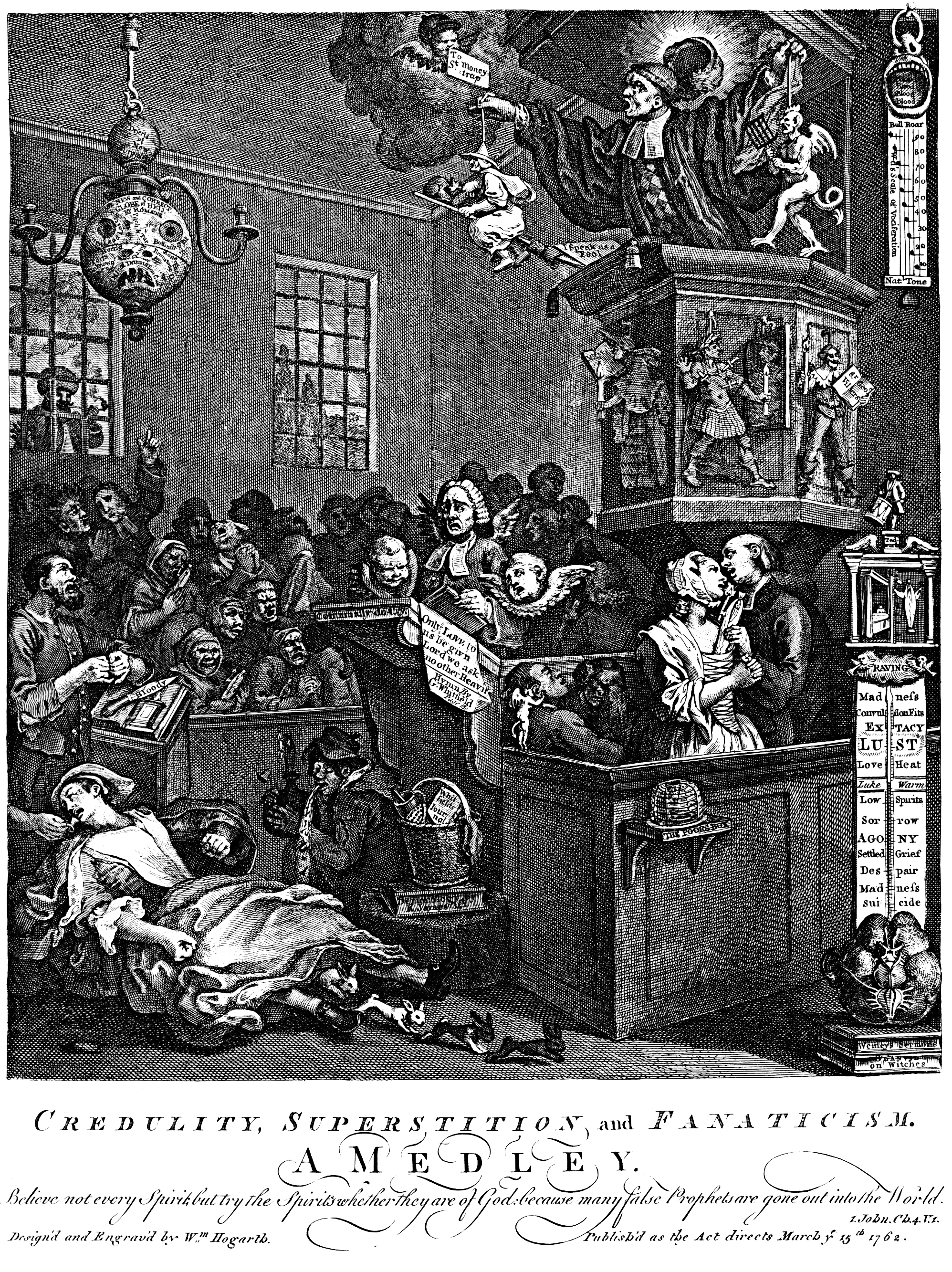
Credulity, Superstition, and Fanaticism, une autre gravure de Hogarth publiée en 1762, moque la crédulité religieuse.

L'affaire fut citée par les opposants de Robert Walpole comme symbole d'une époque de cupidité, de corruption et de tromperie. Un correspondant de la maîtresse du prince de Galles suggéra qu'il s'agissait d'un présage politique annonçant la mort imminente du père du prince. Le 7 janvier 1727, le Mist's Weekly Journal publia une satire qui faisait plusieurs parallèles avec les changements politiques à l'œuvre, et qui comparait l'affaire aux événements de 1641. Le scandale fournit aux écrivains de Grub Street assez de matériel pour plusieurs mois de publications diverses. Saint-André's Miscarriage (1727) ou The anatomist dissected: or the man-midwife finely brought to bed (1727), par exemple, moquent la prétention d'objectivité des médecins accoucheurs, les satiristes remettant en question leur intégrité professionnelle avec profusion de jeux de mots et d'allusions sexuelles. Une telle affaire remettait en question le statut de l'Angleterre comme nation « éclairée » ; Voltaire s'en empara dans son essai Singularités de la nature, pour illustrer comment les Anglais, bien que protestants, restaient influencés par une Église ignorante.
Toft n'échappa pas à la satire, qui se concentra pour son cas sur les insinuations sexuelles. Certains profitèrent de ce que le terme prick désignait alors couramment les traces laissées par des lapins, tandis que d'autres se contentèrent du registre scatologique. L'une des satires les plus corrosives concernant Toft est une confession parodique de « Merry Tuft », qui se moque de son illettrisme et multiplie les suggestions obscènes quant à sa promiscuité,. Le document ridiculise également plusieurs des médecins impliqués, et reflète l'opinion générale des satiristes selon laquelle Toft n'était qu'une faible femme, la moindre des complices dans l'affaire, quelle que soit sa culpabilité effective. Par contraste avec ce qui ressortait avant la révélation du canular, on pourrait y voir une tendance à réduire plus largement Mary Toft à l'impuissance, tendance qui se retrouve dans l'une des satires les plus notables de l'affaire, la ballade anonyme d'Alexander Pope et William Pulteney intitulée The Discovery; or, The Squire Turn'd Ferret. Publiée en 1726 et destinée à Samuel Molyneux, elle commence en effet par le couplet suivant, :
« Most true it is, I dare to say,
E'er since the Days of Eve,
The weakest Woman sometimes may
The wisest Man deceive. »
« Il est vrai que, j'ose le dire,
Depuis le temps d'Ève,
La plus faible femme peut parfois
Tromper l'homme le plus sage. »

### Traductions
1. ↑  (en) « From Guildford comes a strange but well-attested Piece of News. That a poor Woman who lives at Godalmin [sic], near that Town, was about a Month past delivered by Mr John Howard, an Eminent Surgeon and Man-Midwife, of a creature resembling a Rabbit but whose Heart and Lungs grew without [outside] its Belly, about 14 Days since she was delivered by the same Person, of a perfect Rabbit: and in a few Days after of 4 more; and on Friday, Saturday, Sunday, the 4th, 5th, and 6th instant, of one in each day: in all nine, they died all in bringing into the World. The woman hath made Oath, that two Months ago, being working in a Field with other Women, they put up a Rabbit, who running from them, they pursued it, but to no Purpose: This created in her such a Longing to it, that she (being with Child) was taken ill and miscarried, and from that Time she hath not been able to avoid thinking of Rabbits. People after all, differ much in their Opinion about this Matter, some looking upon them as great Curiosities, fit to be presented to the Royal Society, etc. others are angry at the Account, and say, that if it be a Fact, a Veil should be drawn over it, as an Imperfection in human Nature. »
2. ↑  (en) « SIR,
Since I wrote to you, I have taken or deliver'd the poor Woman of three more Rabbets, all three half grown, one of them a dunn Rabbet; the last leap'd twenty three Hours in the Uterus before it dy'd. As soon as the eleventh Rabbet was taken away, up leap'd the twelfth Rabbet, which is now leaping. If you have any curious Person that is pleased to come Post, may see another leap in her Uterus, and shall take it from her if he pleases; which will be a great Satisfaction to the Curious: If she had been with Child, she has but ten Days more to go, so I do not know how many Rabbets may be behind; I have brought the Woman to Guildford for better Convenience.
I am, SIR, Your humble Servant,
JOHN HOWARD. »
3. ↑  (en) « Every creature in town, both men and women, have been to see and feel her: the perpetual emotions, noises and rumblings in her Belly are something prodigious; all the eminent physicians, surgeons and man-midwives in London are there Day and Night to watch her next production. »
4. ↑  (en) « To be able to determine, to the Satisfaction and Conviction of all sorts of Persons, other Arguments were necessary, than Anatomy, or any other Branch of Physick [sic], could furnish. Of these the greatest Number are not Judges. It was therefore undoubtedly very natural for me to desire that People would suspend any farther Judgement for a little Time, till such Proofs could be brought of the Imposture as they requir'd. »

### Documents contemporains
- (en) Cyriacus Ahlers, Some observations concerning the woman of Godlyman in Surrey, J. Jackson et J. Roberts, 20 novembre 1726 (lire en ligne)
- (en) James Douglas, The three confessions of Mary Toft, 1727 (lire en ligne)

- (en) Lover of Truth and Learning, The Sooterkin Dissected, James Douglas, 1726 (lire en ligne)
- (en) « Report on Margaret Toft », British Journal,‎ 14 janvier 1727
- (en) Nathaniel Saint-André et John Howard, A short narrative of an extraordinary delivery of rabbets, : perform'd by Mr John Howard, Surgeon at Guilford, imprimé par John Clarke, Londres, 1727 (lire en ligne)
- (en) Merry Tuft, Much ado about nothing : or, a plain refutation of all that has been written or said concerning the rabbit-woman of Godalming, imprimé par A. Moore, St. Paul's, 1727 (lire en ligne)
- Voltaire, Singularités de la nature, Paris, 1785